# Haliastur
Haliastur este un gen de păsări de pradă de talie medie. Este format din două specii care fac parte din subfamilia Milvinae; unele autorități plasează aceste specii în genul Milvus, în ciuda diferențelor clare de comportament, voce și penaj.
Genul a fost introdus de naturalistul englez Prideaux John Selby⁠(d) în 1840, specia tip fiind Haliastur indus. Numele genului combină cuvântul din greaca veche hali- „mare” și latinescul astur care înseamnă „șoim”.

## Specii
- Haliastur indus – gaie indiană
- Haliastur sphenurus – gaie fluierătoare.